# Eurytoma sabiae
Eurytoma sabiae är en stekelart som beskrevs av Mani 1969. Eurytoma sabiae ingår i släktet Eurytoma och familjen kragglanssteklar. Inga underarter finns listade i Catalogue of Life.